# Цуркан, Александр Иванович
Алекса́ндр Ива́нович Цурка́н (род. 2 января 1960, Орехово-Зуево) — российский актёр театра и кино.

## Биография
Александр Иванович Цуркан родился 2 января 1960 года в подмосковном городе Орехово-Зуево.
Отец — уроженец города Яссы (Румыния). Мастер спорта по боксу. Мать — педагог биохимического факультета Орехово-Зуевского педагогического института. До 1964 года жили в казарме — в доме для рабочих, построенном Саввой Тимофеевичем Морозовым. 10 лет занимался спортивной гимнастикой.
В 1977 году окончил среднюю школу № 4 и поступил в Московский автодорожный институт на факультет «строительство и эксплуатация аэродромов». В 1982 году окончил институт и по собственной инициативе отбыл в Сибирь: пос. Кежма Красноярского края на р. Ангара. Работал инженером аэродромной службы. В 1984 году — заместитель командира Ванаварской объединённой авиаэскадрильи Кежемского объединённого авиаотряда по строительству и экспулатации наземных сооружений.
В 1987 году вернулся в Орехово-Зуево. Работал монтажником на железной дороге, сторожем в пожарной части. Именно там подготовил программу для поступления в Театральную студию при Театре на Таганке и в 1990 году поступил к Юрию Любимову (ВТУ им. Б. В. Щукина, курс Ю. П. Любимова). Исполнял роли в театре: «Мастер и Маргарита» (Иван Бездомный), «Москва — Петушки» (Веничка Ерофеев), «Братья Карамазовы» (Митя Карамазов), «Марат и маркиз де Сад» (Жан-Поль Марат), «Владимир Высоцкий» (стихи, вокал), «Шарашка» (Руська Доронин), «Пять рассказов Бабеля» (Василий Конкин), «Павшие и Живые» (роль поэтов Кульчицкого и Гудзенко), «Живаго» (Сысой), «Подросток» (Васин, Андреев), «Тартюф» (офицер), «Живой» (милиционер), «Евгений Онегин».
Участник международных театральных фестивалей: Санкт-Петербург (Россия), Людвигсбург (Германия), Пльзень (Чехия), Богота (Колумбия), Сидзуока (Япония), Авиньон (Франция), Нью-Хейвен (США), Тампере (Финляндия).
В 2001 году получил гран-при Международного театрального фестиваля «Балтийский Дом» за спектакль «Марат — маркиз де Сад» (Санкт-Петербург).
Покинул труппу Театра на Таганке осенью 2001 года.
Имеет пятерых детей: дочь Юлия, сыновья — Кирилл, Иван, Александр и Андрей.
В 2022 году подписал письмо в поддержку российского военного вторжения на Украину.

## Фильмография
| Год       |   | Название                                     | Роль                                                           |
| --------- | - | -------------------------------------------- | -------------------------------------------------------------- |
| 2000      | с | Салон красоты                                | майор Валентин Панкратов                                       |
| 2001      | с | Времена не выбирают                          | Константин                                                     |
| 2002      | с | Две судьбы                                   | капитан                                                        |
| 2002      | с | Пятый ангел                                  | Валерий Касаткин                                               |
| 2002      | с | Шатун                                        | Никита Курга                                                   |
| 2003      | с | Сибирочка                                    | следователь Петр Иванович Гвоздев                              |
| 2003      | с | Сыщик без лицензии                           | Глеб Борисов                                                   |
| 2003      | с | Тайный знак-2. Возвращение хозяина           | кладоискатель Александр Сашин                                  |
| 2004      | с | Московская сага                              | Имя персонажа не указано                                       |
| 2004      | с | Тайный знак-3. Формула счастья               | кладоискатель Александр Сашин                                  |
| 2004      | с | Штрафбат                                     | Семён Дрожкин, штрафник                                        |
| 2005      | с | Атаман                                       | Топчило                                                        |
| 2005      | с | Бальзаковский возраст, или Все мужики сво… 2 | Сергей                                                         |
| 2005      | с | Горыныч и Виктория                           | Сергей Фёдорович Акулов                                        |
| 2005      | с | Девять неизвестных                           | Рэнк, сотрудник «Аненербе»                                     |
| 2005      | с | Звезда эпохи                                 | Имя персонажа не указано                                       |
| 2005      | с | Каменская 4                                  | Имя персонажа не указано                                       |
| 2006      | с | Громовы                                      | милиционер Фурлет                                              |
| 2006      | с | Моя Пречистенка                              | Андрей Баринов                                                 |
| 2006      | ф | Прорыв                                       | капитан Карцев                                                 |
| 2006      | с | Русский перевод                              | майор Виктор Сергеевич Пахоменко                               |
| 2007      | с | Агония страха                                | Марецкий                                                       |
| 2007      | с | Александровский сад-2                        | генерал Коршунов                                               |
| 2007      | ф | Код Апокалипсиса                             | Марченко                                                       |
| 2007      | ф | Ностальгия по будущему                       | Окопенко                                                       |
| 2007      | с | Платина                                      | Вадим Ильич Сосницкий                                          |
| 2007      | с | Спецгруппа                                   | Князев                                                         |
| 2007      | с | Эксперты                                     | Валерий Федотов                                                |
| 2007      | с | Экстренный вызов                             | Константин Темин                                               |
| 2007      | с | Новая жизнь сыщика Гурова                    | Стас Крячко                                                    |
| 2009—2012 | с | Телохранитель 3-4                            | Зыков                                                          |
| 2009      | с | Час Волкова-3                                | Антонов                                                        |
| 2010      | ф | Багровый цвет снегопада                      | Трофим Кряжных                                                 |
| 2010      | с | Основная версия                              | Виктор Ширяев                                                  |
| 2010      | с | Брат и сестра                                | Имя персонажа не указано                                       |
| 2010      | с | Москва. Три вокзала                          | Александр Александрович Чигирев, майор милиции                 |
| 2011      | ф | Лесник                                       | Виктор Иванович Дронов                                         |
| 2011      | ф | Школа для толстушек                          | Иван Крапов                                                    |
| 2012      | с | Инкассаторы                                  | Борзых                                                         |
| 2012      | с | Сердце не камень                             | Дмитрий Петрович Карпенко                                      |
| 2014      | с | Тихая охота                                  | Алексей Иванович Царёв, генерал-лейтенант полиции              |
| 2015      | с | Профиль убийцы-2                             | Леонид Ильич Заморатин, полковник полиции                      |
| 2015      | с | Сельский учитель                             | Виктор Михайлович Сидоренко, глава администрации села Раздолье |
| 2016      | с | Женщина без чувства юмора                    | Семён Кузьмич, полковник, начальник РОВД                       |

#### Озвучивание мультфильмов
1. 2010 — Собачий барин (из сериала «Гора самоцветов») — текст от автора
2. 2013 — Солдат и птица (из сериала «Гора самоцветов») — текст от автора

## Награды
- Благодарность Президента Российской Федерации (28 декабря 2006 года) — за большой вклад в создание высокохудожественного, патриотического кинофильма «Прорыв»[2]